# Mabel Malherbe

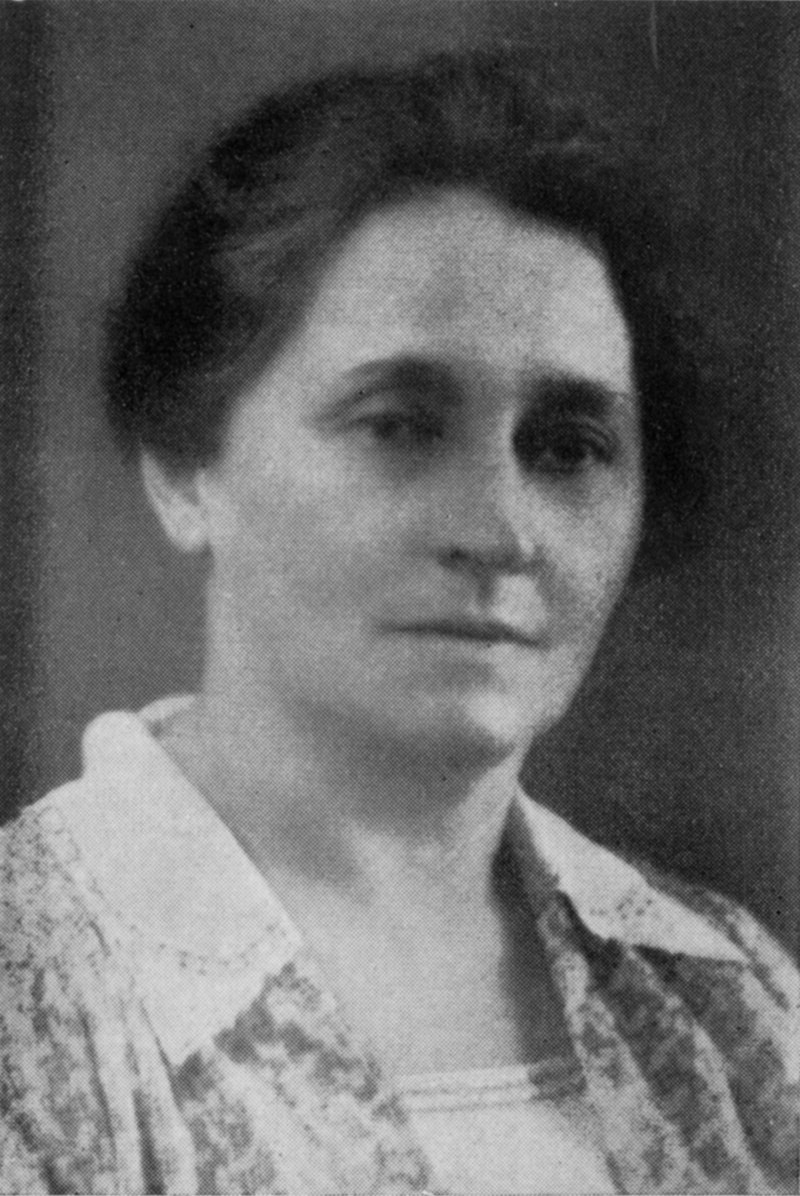
Mabel Malherbe in 1931.

Mabel Catherine Malherbe, geb. Rex (Pretoria, Transvaal 9 augustus 1879 - Nelspruit (Mbombela) 1 februari 1964) was een Zuid-Afrikaans journaliste en politica (NP, VP, Afrikanerparty). Zij was het tweede vrouwelijke lid van de Volksraad en de eerste vrouwelijke burgemeester van Pretoria.

## Biografie

### Achtergrond
Mabel Malherbe was de enige dochter van Frans ("Frank") Christopher Muller Rex en diens echtgenote Gezina ("Jess") Constantina Marais.p. 172 Haar overgrootvader van vaderskant was George Rex (1765-1839), een van oorsprong Engelse notaris die vanaf de Britse bezetting van de Kaap in 1795 aldaar carrière maakte als grondeigenaar en handelaar. Hij was de stichter van het dorp Knysna aan de West-Kaap.p. 172 Het gerucht ging dat George Rex een buitenechtelijke zoon was van koning George II van Groot-Brittannië maar dit gerucht werd bij DNA-test in 2004 weerlegd. Haar grootmoeder van moederskant was Jan Nielen Marais (1822-1896), minister in de regering van de Zuid-Afrikaansche Republiek onder president Thomas François Burgers. De broer van haar moeder was de dichter Eugène Marais (1871-1936).p. 172
Het gezin Rex-Marais was primair Engelstalig en hadden een niet al te hoge dunk van president Paul Kruger.pp. 172-173

### Opleiding en loopbaan
Malherbe bezocht de Rustenburg Girls' High School (Hogere Meisjesschool Rustenburg) in Rondebosch, een voorstad van Kaapstad en deed na haar schooltijd wat secretariaatswerk en gaf Engelse les aan de vrouw van de privésecretaris van president Kruger. Zij ontmoette de president meerdere keren en was, in tegenstelling tot haar ouders, onder de indruk van hetuwe, boerse staatshoofd van de Zuid-Afrikaansche Republiek.p. 173
Tijdens de Tweede Boerenoorlog (1899-1902) werkte ze als verpleegster voor het Rode Kruis. Zij verloofde zich gedurende de oorlog met Kenne Nicolaas de Kock Malherbe, met wie zij later trouwde. De heer Malherbe, van beroep procureur en zoon van de schatkistbewaarder van de ZAR, werd door de Britten gevangengenomen en als krijgsgevangene in India geïnterneerd.p. 173 Toen in 1900 de Britse troepen naderden wisten Mabel en haar ouders met het Duitse schip Herzog naar Nederland te gaan waar Mabel een driejarige opleiding tot diacones volgde in Haarlem.
Na haar terugkeer in Zuid-Afrika, waar zij met haar verloofde werd herenigd en met hem in het huwelijk trad (1904) en het echtpaar zich in Pretoria vestigde, was zij lid van verscheidene vrouwenverenigingen in Zuid-Afrika. In 1917 trad ze toe tot het bestuur van de Zuid-Afrikaanse Nationale Vrouwenraad en twee jaar eerder was ze betrokken bij de oprichting van de vrouwenafdeling van de Nasionale Party. Zij deed zich kennen als een voorstander van de uitbreiding van het vrouwenkiesrecht.pp. 175-176 Als afgevaardigde van de Zuid-Afrikaanse Nationale Vrouwenraad woonde zij in 1919 de Internationale Vrouwenconferentie in Genève bij. Van maart 1919 tot december 1931 was Malherbe hoofdredactrice van het eerste Afrikanervrouwentijdschrift Die Boerevrou, voor welk blad zij ook verscheidene artikelen schreef. In 1927 maakte zij wederom een reis naar Genève voor het bijwonen van de Internationale Vrouwenconferentie aldaar en deed uitvoering verslag van haar bevindingen in Die Boerevrou.p. 176 In 1931 schreef ze het deel die Afrikaner-vrou voor het boek Ons land en volk. Onder druk van de Zuid-Afrikaanse vrouwenbeweging werd in 1931 het vrouwenkiesrecht voor blanke vrouwen ingevoerd.
Malherbe was een overtuigd Afrikanernationalist en actief lid van de Nasionale Party (NP). In 1931 werd ze lid ven het partijbestuur in Transvaal en in de gemeenteraad van Pretoria gekozen. In 1933 werd ze in de Volksraad gekozen. Zij was daarmee het tweede Afrikaanssprekende Volksraadslid ooit.p. 177 In het parlement was zij woordvoerder vrouwenzaken voor de NP-fractie. In 1934 fuseerden NP en de Suid-Afrikaanse Party (SAP) tot de Verenigde Party (VP) en sloot Malherbe zich bij deze partij aan. J.B.M. Hertzog was premier van de VP-regering.
Van 1931 tot 1932 was zij - als eerste vrouw - burgemeester van Pretoria.
Aan de vooravond van de Tweede Wereldoorlog brak zij, evenals J.B.M. Hertzog met de Verenigde Party, verliet het parlement en volgde hem naar de Volksparty. Zij sloot zich in 1941 aan bij de Afrikanerparty van Nicolaas Havenga.p. 177 Zij betoonde zich een voorstander van strikte neutraliteit tijdens de Tweede Wereldoorlog. In 1953 ontving zij een eredoctoraat van de Universiteit van Pretoria voor haar inzet voor het Afrikaans.p. 177
Mabel Malherbe overleed in 1964.

## Persoonlijk
Uit haar huwelijk met Kenne Nicolaas de Kock Malherbe werden een zoon en een dochter geboren. Haar zoon was de bekende Zuid-Afrikaanse communist, Nicolaas Samuel ("Boet") Malherbe. Dochter Martha ("Martli") woonde in Londen en was daar werkzaam als actrice.

## Werken (selectie)
- Die Afrikaner-vrou, in: Ons land en volk (Pretoria, 1931)
- Die Boerevrou-boek (Pretoria, 1950)
- Juwele wat steeds bekoor (Johannesburg, 1952)